# Leptotyphlops perreti
Leptotyphlops perreti är en kräldjursart som beskrevs av  Roux-estève 1979. Leptotyphlops perreti ingår i släktet Leptotyphlops och familjen Leptotyphlopidae. Inga underarter finns listade i Catalogue of Life.